# Movimiento Patriotico Arubano
Movimiento Patriotico Arubano (MPA, Arubaans Patriottische Beweging) is een Arubaanse politieke partij, die in 2005 werd opgericht door een groep dissidenten van de PPA. De partij was van 2005 tot 2009 vertegenwoordigd in de Staten van Aruba.
Intern geruzie over de herstructurering van de PPA leidde tot een breuk in de partij. In mei 2005 kondigde Monica Kock, partijvoorzitter en nr. 3 op de PPA-kieslijst in 2001, haar vertrek uit de partij aan. Op 23 juni 2005, drie maanden voor de verkiezingen, werd de MPA opgericht. Mede-oprichter Monica Kock werd partijvoorzitter, partijleider en lijsttrekker. De partij staat gelijkheid voor in het ruimste zin en voerde onder het motto "Tur hende ta conta" (Iedereen telt mee) campagne voor de statenverkiezingen van 2005. Met 3.688 behaalde stemmen werd MPA de derde grootste partij, na de MEP en de AVP. De behaalde statenzetel werd ingenomen door Monica Kock, die tevens als leider van de eenmansfractie optrad. Bij de statenverkiezingen van 2009 verkreeg de MPA 2.444 stemmen, gelijk aan 4,43% van alle stemmen, doch onvoldoende voor zetelbehoud.
Na dit zetelverlies stapte Monica Kock uit de politiek en werd de MPA non-actief.